# Gråbrødre Kloster (København)
 For alternative betydninger, se Gråbrødre Kloster. (Se også artikler, som begynder med Gråbrødre Kloster)
Gråbrødre Kloster i København som husede Franciskanerordenen også kaldet Gråbrødrene er et tidligere kloster som som lå hvor Gråbrødretorv er nu.
Gråbrødre Klosteret blev oprettet 1238 af tyske franciskaneremunke. Grevinde Ingerd af Regenstein skænkede sin gård i samme bydel til klosteret. Klosterens hovedbygning lå ud til Klosterstræde. Det var det vigtigste franciskanerkloster i Danmark, men det blev ødelagt under Reformationen. Den 25. april 1530 blev klosteret nedlagt og rigsråd Corfitz Ulfeldt byggede efterfølgende sin gård på en del af klostergrunden.
Klosterbygningerne blev delvist revet ned, men enkelte dele er bevaret, f.eks. i kælderen til Gråbrødretorv 11 (Restaurant Peder Oxe), hvor der findes en mur der stammer fra klosterets fængsel. Under nabohuset i nr. 13 kan man se rester af murværket fra herberget.
55°40′47″N 12°34′33″Ø / 55.6797°N 12.5758°Ø